# Bitka za Bastogne
Bitka za Bastogne (tudi obleganje Bastognea) je bila ključna bitka nemške ardenske ofenzive, ki so jo sprožili decembra 1944. S to ofenzivo so mislili spreobrniti potek druge svetovne vojne v svojo korist; po načrtu bi prodrli preko belgijske pokrajine Ardeni ter dosegli in zajeli pristanišče Antwerpen, pri čemer bi razklali zavezniške sile na pol in jih istočasno prisilili, da uporabljajo normandijska pristanišča, s čimer bi močno otežili zavezniško logistično oskrbovanje. 
Belgijsko mesto Bastogne je bilo strateško pomembno, saj se je vseh sedem glavnih cest v Ardenih tu križalo; v mesto so se stekale tudi tri železniške proge. Z osvojitvijo in zavarovanjem tega križišča bi tako omogočili hitrejši prodor in hkrati omogočili hitrejše preskrbovanje lastnih sil, saj so zimske razmere otežile hitro preskrbovanje izven utrjenih cest.  
Bitka se je končala januarja 1945, ko so ameriške sile prebile nemški obroč okoli mesta in tako odrešile branilce.

## Predhodno dogajanje

### Priprave na ofenzivo
Po uspešno končani bitki za Normandijo in manj uspešni operaciji Market Garden so zavezniki pričeli počasneje napredovati, saj se je nemška obramba okrepila in hkrati so se podaljšale oskrbovalne linije. Kljub temu jim je uspelo zasesti strateško pomembno pristanišče Antwerpen, s katerim so občutno razbremenili normandijska pristanišča, ki pa so še vedno ostala primarno logistično izhodišče za oskrbovanje zavezniških sil v Zahodni Evropi. Ob pričetku zime so tako zavezniki uspeli zavzeti tudi nemško ozemlje v okolici Aachna. 
Adolf Hitler se je zato odločil, da sproži nenaden napad na zaveznike v Belgiji; uporabili bi 55 divizij, ki bi imele cilj doseči reko Meuse in ponovno zavzeti Antwerpen. Kljub temu, da je načrt vseboval napake, ga nihče od visokih poveljnikov (med njimi sta bila tudi Gerd von Rundstedt in Walther Model) ni popravil oz. dopolnil. Končno so za začetek operacije določili 16. december 1944.
V tem času pa je zavezniška obveščevalna služba odpovedala, saj ni opazila zbiranj nemških enot. Višji zavezniški poveljniki so zavrnili možnost, da bi lahko Nemci na področju Ardenov izpeljali napad zaradi terenskih in vremenskih razmer. Tako se je tudi znotraj zavezniških enot utrdilo to prepričanje in popustila je bojna koncentracija, tudi zaradi prihajajočih božično-novoletnih praznikov. Na področju Bastogna je bila tako nastanjena samo ameriška 28. pehotna divizija; obveščevalci so domnevali, da je na nasprotni strani fronte le ena šibka nemška pehotna divizija, ki bi lahko izvedla le manjše napade. 
Hasso von Manteuffel, poveljnik 5. tankovske armade je ukazal 47. tankovskemu korpusu (pod poveljstvom Heinricha von Lüttwitza), da zavzame Bastogne, predno nadaljuje s prečkanjem Meuse blizu Namurja. Von Lüttwitz je imel na okoli 8–9 km dolgi fronti na razpolago tri divizije: 26. ljudskogrenadirsko, 2. tankovsko in Panzer-Lehr-Division. Načrtoval je, da bosta napad vodili 26. in 2. divizija, medtem ko bo Panzer Lehr ostala v rezervi. Na prednjih ameriških položajih nasproti tem trem divizijam sta bila le dva bataljona 110. pehotnega polka, ki sta branila 14 km dolgo fronto vzdolž reke Our; šibke položaje so imeli le v vaseh, medtem ko so opazovalne položaje vzdolž reke zasedli le podnevi. Ker jih je bilo tako premalo, so Američani svoje sile osredotočili na obrambo 4 cest, ki so tekle znotraj njihovega področja delovanja. Od teh 4 cest je bila le ena prevozna zaradi predhodnega močnega dežja; to je bila najbolj severna cesta, ki je povezovala Dasburg in Clerf. 2. tankovska divizija je imela ukaz, da zavzame to cesto, medtem ko je 26. ljudskogrenadirska divizija dobila ukaz, da postavi pontomski most pri Gemündu in napreduje od tam naprej. Von Lüttwitz se je zavedal pomembnosti bastonjskega križišča za poznejše napredovanje, zato je ukazal, da potem, ko bodo prečkali reko Clerve, morajo enote Panzer-Lehr-Division z največjo naglico prodreti do mesta in ga zasesti.

### Začetek ofenzive
Zvečer 15. decembra je 26. ljudskogrenadirska divizija vzpostavila položaje na zahodnem bregu reke Our, kar je naredila že večkrat prej. Ob 3h zjutraj so inženirci pričeli s prevažanjem enot in opreme preko reke, kjer so se pričeli zbirati na izhodiščni točki; le-ta je bila zelo blizu ameriških položajev. Čez dve uri in pol (ob 05:30) se je pričelo nemško artilerijsko obstreljevanje ameriških položajev, ki je uničilo telefonske linije ter načelo obrambo; istočasno se je pričel splošni pehotni napad. 
Nemci so napadli bliskovito, kljub temu pa so ponekod doživeli hud odpor. Tako se jim je v vasi Weiler uprla ena ameriška četa, okrepljena z nekaj minometi in vodom protioklepnih topov, ter zadržala napad več nemških bataljonov za cel dan. Zaradi takih dogodkov se je že na začetku ofenzive podrl nemški načrt, saj bi morali doseči reko Clerf do večera na dan ofenzive; v resnici pa so potrebovali dva dni več.
19. decembra je 28. pehotna divizija prestavila svoj poveljniški položaj iz Bastognea v Wiltz, večjo vas na jugovzhodu. V Wiltzu je divizija organizirala tudi obrambo; 3. bataljon 110. pehotnega polka, okrepljen z nekaj tanki in artilerijo, je opoldne istega dne prišel v vas. 44. inženirski bataljon se je vkopal severno od mesta, toda kmalu so Nemci prebili njihove položaje in so se morali umakniti v mesto; ob tem so uničili tudi most. Ta mala enota, ki je štela okoli 500 vojakov, je nove položaje obdržala do večera, ko se je umaknila proti zahodu. S tem je bil 110. pehotni polk uničen kot sposobna bojna enota, zaradi česar je bila obramba Bastognea na drugih zavezniških enotah.

### Prihod rezerv
Kljub nekaterim razvidnim znamenjem o prihajajoči nemški ofenzivi, so bili zavezniki presenečeni ob pričetku. Ob koncu drugega dneva ofenzive je postalo očitno, da 28. pehotna divizija ne bo zdržala pritiska. Generalmajor Troy H. Middleton, poveljnik 8. korpusa, je ukazal delu svoje oklepne rezerve - Bojnemu poveljstvu B 10. oklepne divizije (kratica CCB), da se premakne v Bastogne. Istočasno je general Eisenhower ukazal, da rezerva SHAEF (angleško Supreme Headquarters Allied Expeditionary Force), (sestavljena iz 82. in 101. zračnoprevozne divizije) zapusti svoje položaje v Reimsu in da se obe diviziji premakneta na fronto. 
Obe diviziji sta sodelovali v operaciji Overlord in Market Garden, zato sta bili nameščeni v Reimsu, da se popolnita tako v moštvu kot opremi. Zvečer 17. decembra sta bili obe diviziji obveščeni, da se morata premakniti. Prva je odšla 82. divizija, ker je bila dalj časa v rezervi in tako bolje opremljena. 101. divizija je zapustila Camp Mourmelon popoldne 18. decembra, potem ko je morala zaseči dovolj tovornjakov za transport (kot zračnoprevozna divizija ni imela v sestavi lastnih tovornjakov). Oporišče so tako zapustile naslednje enote: divizijska artilerija, divizijske oskrbovalne enote, 501., 502. in 506. padalski pehotni polki ter 327. jadralni pehotni polk. Ker je bila večina poti razmočenih, je transport potekal zelo počasi in je tako v določenem trenutku nepretrgano segal vse od Reimsa do Bouillona.
101. divizija je bila tako poslana v Bastogne, ki se je nahajal 107 milj od Reimsa. Prav tako je 705. bataljon jurišnih topov, ki se je nahajal v rezervi okoli 60 milj bolj severno, dobil ukaz, da se pridruži obrambi Bastogna, saj je bila 101. divizija brez lastne oklepne enote; bataljon je v mesto prišel zvečer 19. decembra. Prvi pripadniki divizije (iz 501. polka) so na zbirno mesto, 4 milje zahodno od Bastognea, prišli malo čez polnoč 19. decembra in do 09:00 se je zbrala celotna divizija.
General McAuliffe je ob 06:00 poslal 501. polk vzhodno skozi samo mesto, da oceni situacijo. Ob 09:00 je napredovala in zasedla položaje na obeh straneh avtoceste proti Magéretu in Longvillyju, kjer je bila Panzer-Lehr-Division vpletena v celodnevne boje, da bi uničila manjše bojne skupine, ki so jih poslali naproti, da zaustavijo oz. vsaj malo upočasnijo nemški prodor. Sledil je 506. polk; 1. bataljon so poslali v Noville, medtem ko sta bila preostala dva bataljona postavljena v rezervo severno od Bastogna. 502. polk je bil postavljen na položaje severno in severozahodno od mesta, da bi vzpostavil linijo vzhodno do Champsa in Recognea. 327. polk pa je ostal na zahodni strani Bastognea.

## Bitka za Noville
19. in 20. decembra je bil 1. bataljon 506. polka dodeljen formaciji »Desobry«, mešani oklepno-pehotni enoti v moči bataljona v sestavi 10. oklepne divizije, ki je imela nalogo, da brani Noville, ki se nahaja okoli 5 km severo-severovzhodno od Foyja in Bastognea. 705. bataljon je imel samo štiri samohodne topove M18 Hellcat, ki so pomagali v obrambi, ko je ameriške položaje napadla 2. tankovska divizija. Naloga le-te je bila, da napreduje po stranskih cestah do Monavilla (severozahodno od Bastognea), kjer naj bi zasedla cesto in skladišče goriva. Da bi uničili morebitno grožnjo iz Novilla, je divizija napadla z veliko močjo po vasi. Pred bitko se je zgodil eden redkih dokumentiranih dogodkov, ko so zabeležili najvišjo hitrost M18 Hellcatov in sicer 55 milj/h; zaradi te visoke hitrosti so lahko Američani pravočasno zasedli blokadne položaje.
V tem napadu, v katerem je sodeloval 1. bataljon in 4 M18 Hellcat, so Američani uspeli uničiti najmanj 30 nemških tankov ter povzročili med 500 in 1.000 nemških žrtev. Glavno zaslugo za ta uspeh imajo M18 Hellcat, saj so s svojo taktiko streljaj in premakni uspeli presenetiti nemške tankovske posadke; tako so uničili 24 tankov. S tem so Američani uspeli zadržati nemško prodiranje proti Bastogneu ter obdržati kontrolo nad Novillom še za eno noč. Posledično so iz rezerve premaknili še 3. bataljon (severno od Bastognea), da bi tako zmanjšali pritisk na 1. bataljon, ko so 3. bataljon premaknili južno od Foyja.
Zaradi hudih izgub se je nemški poveljnik odločil umakniti, saj je predvideval, da vas brani večja enota, kot jo je v resnici; Nemci so tudi prenehali napadati, kar je predstavljalo strateško napako, saj s tem niso zagotovili taktične prednosti nad Američani. S tem Nemci niso sklenili popolnega obroča okoli Bastognea in tako omogočili prihod 101. zračnoprevozne divizije v samo mesto. Po dveh dneh premora je 2. tankovska divizija nadaljevala z izvirnim ciljem (prodor do reke Meuse); zaradi predhodnih bitk je diviziji zmanjkalo goriva pred Cellesom, kjer sta jo dokončno uničila ameriška 2. oklepna divizija in britanska 29. oklepna brigada.
20. decembra se je 1. bataljon umaknil iz Novilla; predhodno so Nemci zavzeli vas Foy, zato se je moral umikajoči 1. bataljon prebijati skozi zasedeni Foy. Potem, ko je dosegel ameriške položaje, je od 600 mož izgubil 13 častnikov in 199 vojakov; posledično so ostanke bataljona umaknili v rezervo. V času svojega obstoja je formacija Desobry izgubil četrtino vojakov in ostali so mu le 4 tanki.

## Bitka za Bastogne
S tem je bil Bastogne popolnoma obkoljen, zaradi česar je 101. zračnoprevozna divizija morala organizirati krožno obrambo: 502. padalski pehotni polk je nadzoroval severozahodni del, 506. polk je branil dostop iz Novilla, 501. polk je branil vzhodno stran in 327. jadralni pehotni polk je bil razporejen na področju Marvie-Champs, pri čemer so vmesne vrzeli zapolnili z inženirskimi in artilerijskimi enotami. Prvo noč so Nemci napadli zahodni del obroča, pri čemer so Američani izgubili skoraj celotno medicinsko četo in so morali v boj poslati podporne enote, da so preprečili preboj obrambnih položajev. CCB 10. oklepne divizije, ki je bila močno oslabljena zaradi izgub formacije Desobry, formacije Cherry in formacije O'Hara, je bila preoblikovana v mobilno požarno brigado, pri čemer je imela le 40 lahkih in srednjih tankov; v enoto so vključili tudi ostanke CCR 9. oklepne divizije in 8 nadomestnih tankov, ki so jih našli v mestu. Trije artilerijski bataljoni, med njimi tudi afroameriški 969. poljsko-artilerijski bataljon, so bili združeni v artilerijsko skupino; vsak bataljon je imel 12 havbic 155 mm, ki so zagotavljali močno artilerijsko podporo v vse smeri, a so imeli le omejeno količino streliva. Polkovnik Roberts, poveljnik CCB 10. oklepne divizije, je zbral tudi več kot 600 umikajočih vojakov iz razbitih enot 8. korpusa in iz njih ustanovil formacijo SNAFU (angleško situation normal: all fucked up), ki so jo nato uporabili za zapolnitev vrzeli v obrambi.
Zaradi močne ameriške obrambe na severu in vzhodu, se je general von Lüttwitz odločil, da obkoli Bastogne in napade iz juga in jugozahoda; napadi so se pričeli v noči iz 20. na 21. december. Nemške oklepne izvidniške enote so sprva dosegle nekaj uspehov, pri čemer so skoraj prebile ameriške artilerijske položaje jugozahodno od Bastognea, predno jih je zaustavila formacija SNAFU. Do poldneva 21. decembra so Nemci zavzeli vseh 7 glavnih cest v Bastogne in tako obkolili mesto. Ameriških vojakov je bilo manj in niso bili dobro opremljeni z zimsko opremo, strelivom, hrano, medicinsko opremo,...; hkrati pa je primanjkovalo častnikov. Tako je manjkal tudi poveljnik 101. divizije generalmajor Maxwell D. Taylor. Ker se je bitka odvijala v slabem vremenu, ameriško vojno letalstvo ni moglo oskrbovati obkoljenih enot po zraku. 
Toda Američani so imeli tudi srečo. Tako sta dve tankovski diviziji 47. tankovskega korpusa izkoristili svojo mobilnost, da sta obkolili Bastogne, toda namesto da bi izkoristili svojo taktično premoč, sta nadaljevali s prodorom proti zahodu. Zadaj sta pustili vsaka po en polk, da bi pomagala 26. ljudskogrenadirski diviziji pri zavzetju križišč. 47. tankovski korpus je tako sprožil več zaporednih manjših tankovskih napadov na različnih položajih južnega in zahodnega dela obroča, a to je storil tako nespretno, da je omogočil Američanom, da so lahko vsakič premaknili svoje tankovske rezervne sile na kraj napada in ga odbili.
26. ljudskogrenadirska divizija je na božični večer prejela še en tankovskogrenadirski polk iz sestave 15. tankovskogrenadirske divizije, da bi sprožila glavni napad naslednji dan. Ker so bile enote 26. ljudskogrenadirske divizije nesposobne izvesti večje napade, je 47. tankovski korpus izvedel več sočasnih napadov na različnih krajih zahodnega dela obroča, namesto da bi izvedel eden večji napad na vseh straneh. Nemški napad je vodil pehotni bataljon s podporo 18 tankov, ki je uspel prebiti linije 3. bataljona 327. polka in je napredoval vse do bataljonskega štaba. Toda 327. polk se je reorganiziral in obdržal svoje prvotne položaje, pri čemer je zavrnil vse sledeče pehotne napade in pri tem zajel 92 Nemcev. Nemški tanki, ki so prodrli v obroč, so se razdelili v dve koloni; obe sta bili uničeni s strani dveh čet 1. bataljona 502. padalskega pehotnega polka (pod poveljstvom podpolkovnika Patricka F. Cassidyja) s podporo 4 tankovskih lovcev 705. tankovskolovskega bataljona.
Zavezniška kontrola Bastognea je predstavljala večjo oviro pri nemškem oklepnem napredovanju; zavezniška morala na zahodni fronti je narasla, ko so izvedeli za zagrizeno obrambo v obkoljenem mestu.

## Preboj obroča
Elementi Pattonove 3. armade, ki jo je vodil 37. tankovski bataljon 4. oklepne divizije, je uspela prebiti obkolitveni obroč okoli Bastognea in je tako dosegla položaje dan po božičnem napadu. 27. decembra so uspeli ponovno vzpostaviti preskrbovalne linije in hkrati so umaknili ranjene v zaledje. Z oskrbo je prišel tudi general Taylor in prevzel poveljstvo svoje divizije.
S koncem obkolitvije so pripadnike 101. divizije pričakovali, da jih bodo umaknili iz bojišča, toda divizija je dobila ukaz, da nadaljuje z ofenzivo. 506. polk je napadel proti severu in 9. januarja 1945 osvobodil Recogne, 10. januarja Bois Jacques in 13. januarja Foy. 327. polk je napadel proti Bourcyju, ki ga je dosegel 13. januarja. 15. januarja je 506. polk osvojil Noville in naslednjega dne še Rachamps. 502. polk je okrepil 327. polk in skupaj sta 17. januarja zavzela Bourcy. Naslednjega dne so divizijo umaknili iz bojišča.
Najbolj znani navedek med bitko je izrekel vršilec dolžnosti poveljnika 101. divizije brigadni general Anthony McAuliffe. Ko je prejel pisni predlog o predaji s strani nemškega generala von Lüttwitza, je odgovoril z NUTS!; poveljnik 327. jadralnega pehotnega polka je to nemški pogajalski skupini prevedel kot Pojdite k vragu! Po bitki so časopisi pisali o diviziji kot o tepenih pankrtih iz Bastognea.

## Galerija
- Zemljevid premikov enot med bitko
- Ameriški tanki pri Bastogneju (31. december 1944)
- Pattonov džip v Bastognu (1. januar 1945)
- Pripadniki 9. inženirskega bataljona med komemorativno slovesnostjo za padlimi vojaki (22. januar 1945)

## Bitka v popularni kulturi
Leta 1949 so predvajali film Battleground, ki predstavlja potek bitke skozi pripadnike izmišljenega voda 327. jadralnega pehotnega polka. Film so pohvalili zaradi realistične predstavitve okoliščin bitke. 
Miniserija Band of Brothers, ki temelji na istoimenski knjigi Stephana Ambrosa, je vključevala dve epizodi o bitki. Tudi miniserija je prejela pohvale glede realističnosti.